# Sievert
Sievert este o unitate de măsură derivată a sistemului SI, folosită în măsurarea diferitelor doze echivalente de radiații absorbite. 
Sievertul este utilizat pentru evaluarea cantitativă a impactului biologic, ce rezultă prin expunerea organismelor vii la radiații ionizante (ionizatoare). Doza echivalentă de radiații la care este expus un organism viu se determină, evaluându-se cantitatea de energie pe unitatea de masă corporală, corelată cu un factor relativizant (de "corecție"), care ține cont de periculozitatea relativă a felului de radiații respective.
{\displaystyle 1\,\mathrm {Sv} =1\,{\frac {\mathrm {J} }{\mathrm {kg} }}}
Sievertul este folosit și în calculele necesare la analizarea și aprecierea factorului de risc al diverselor iradieri.